# Konstantin Ypsilantis

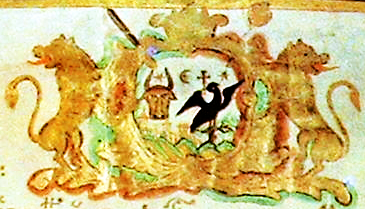
Wappen der Walachei und der Moldau zur Zeit der Herrschaft Konstantin Ypsilantis’ über die Walachei (1805)

Konstantin Alexander Ypsilantis (griechisch Κωνσταντίνος Ἀλέξανδρος Υψηλάντης; * 1760 in Konstantinopel; † 6. Juli 1816 in Kiew) war ein griechisch-phanariotischer Adeliger. Er stand zunächst als Dragoman in osmanischen Diensten und wurde später zum Gospodar und Woiwoden der Moldau (1799–1801, 1807) sowie der Walachei (1802–1807) ernannt.

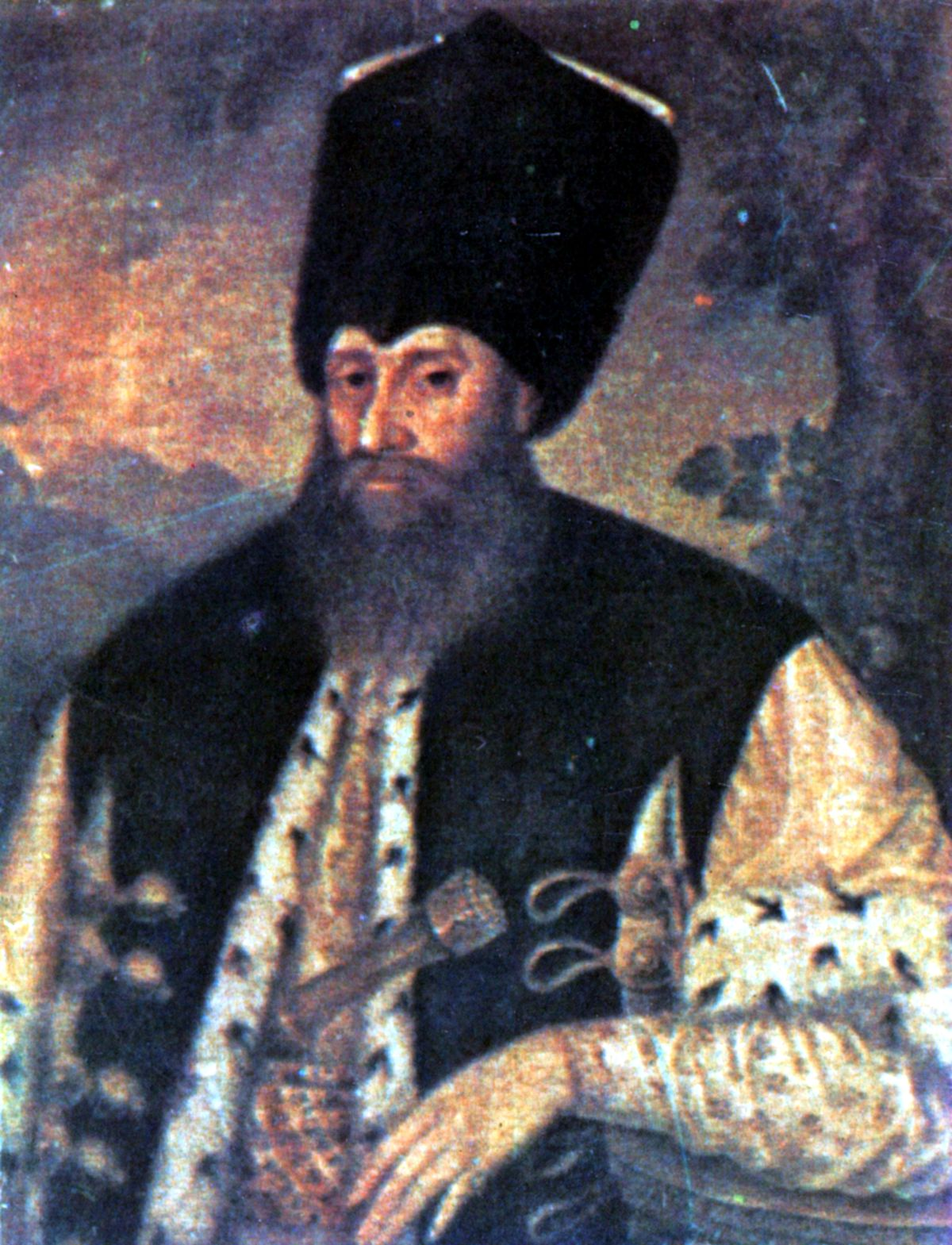
Porträt von Konstantin Ypsilantis, Gemälde aufbewahrt im Nationalen Historischen Museum Athen

In diesen Rollen wirkte er an Reformprozessen innerhalb des Osmanischen Reiches und der Donaufürstentümer mit. Darüber hinaus knüpfte er Verbindungen zur Serbischen Revolution und initiierte Vorbereitungen für die griechische Revolution.

## Leben

### Herkunft, frühe Jahre und Gesinnung
Konstantins mächtige phanariotische Familie, die Ypsilantis, stammte ursprünglich aus der byzantinischen Adelsdynastie der Komnenen, die zeitweise den Kaiser stellten. Sein Vater war Alexander Ypsilantis und hatte hohe Ämter im Osmanischen Reich inne. Seine Mutter, Aikaterini Mourousi, kam aus dem Hause Mourousis.
Bereits in jungen Jahren erstrebte Konstantin westliche Bildung im aufklärerischen Rahmen. Nachdem die Unabhängigkeitsbestrebungen seines Vaters und von ihm gescheitert waren, flohen er und sein Bruder Dimitrie am 28. Dezember 1781 von Bukarest nach Siebenbürgen, um unter dem aufgeklärten Kaiser Joseph II. zu studieren. In Wien empfing sie der Kaiser, überredete sie jedoch zur Rückkehr, um diplomatische Spannungen mit der Hohen Pforte zu vermeiden.
Konstantin beherrschte mehrere Fremdsprachen. Sein Vater schickte ihn für sein Studium „westlichen Geistes“ zu renommierten Intellektuellen wie Franz Sulzer und Iosipos Moisiodax.

### Karriere bei der Hohen Pforte
Im Jahr 1796 wurde Konstantin zum Großdragoman ernannt, nachdem er als Erster Vaubans militärische Schriften in einer wissenschaftlichen Übersetzung für den Sultan übertragen hatte, eine Leistung, die ihm „die Bewunderung der Türken und die Gunst des Sultans“ sicherte. In seiner Amtszeit (1796–1799) wirkte er an den Reformen des Nizâm-ı Cedîd mit und spielte eine Schlüsselrolle bei der Vertreibung der Franzosen von den Ionischen Inseln. Seine Empfehlung führte zur Gründung der Republik der Sieben Inseln unter russisch-osmanischem Einfluss.
In seiner französisch-kritischen Haltung trieb Konstantin die Beteiligung des Osmanischen Reiches am Zweiten Koalitionskrieg (1798–1802) voran.

### Herrschaft in Moldau und der Walachei

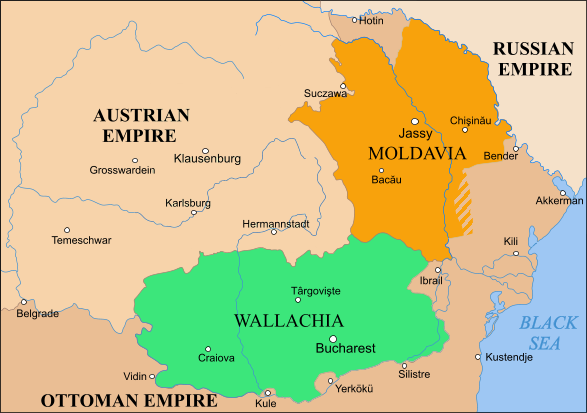
Die Grenzen der Fürstentümer Moldau und Walachei von 1776 bis 1812, als Teil des Osmanischen Reiches

Am 7. März 1799 wurde Konstantin zum Gospodar der Moldau ernannt (bis 10. Juli 1801). Durch Steuerermäßigung gewann er die Loyalität der Bevölkerung und Russlands. Vom Ökumenischen Patriarchat von Konstantinopel wurde ihm Lykourgos Logothetis, Sekretär, Berater und späterer Revolutionsführer von Samos, zur Seite gestellt. In der krisengeschüttelten Walachei wurde Konstantin schließlich auf Betreiben lokaler Herrscher und mit Unterstützung der Botschafter Preußens, Englands und Russlands am 30. August oder 22. September 1802 zum Gospodar der Walachei ernannt. Wesentliche Maßnahmen seiner Herrschaft:
- Wirtschaftspolitik: Während seiner Herrschaft in der Moldau förderte er den Wohlstand durch Schuldenregulierung.[6]
- Militärische Reformen: Ab 1803[3] stellte er eine walachische Armee auf und schloss mit Osman Pazvantoğlu, dem Pascha von Widin, ein Abkommen, das weitere Überfälle auf die Walachei verhinderte.[6][3] Gleichzeitig versorgte er weiterhin osmanische Truppen.[13]
- Justizreformen: Er stärkte das walachische Rechtssystem, indem er 1803 einen Polizisten, der einen Gefangenen eigenmächtig gefoltert hatte, mit Bastonade (Fußsohlenschlägen) und Zwangsarbeit bestrafte. Für den Fall des Ablebens des Gefangenen wurde die Todesstrafe durch Erhängen angedroht. Diese Entscheidung unterstrich das Prinzip der staatlichen Gerichtsbarkeit.[14]
- Religiöse Toleranz: 1804 rief er die orthodoxe Geistlichkeit zur Mäßigung auf, als antisemitische Schriften auftauchten.[15]
- Außenpolitische Initiativen: Er unterstützte die Serbische Revolution (ab 1804) gegen das Osmanische Reich und versuchte mehrfach, Russland zur Besetzung der Donaufürstentümer zu bewegen, um ein autonomes „Dazien“ zu schaffen. Dieses sollte neben Moldau und der Walachei auch Serbien umfassen und unter seiner Führung stehen. Seine Pläne scheiterten schließlich an innenpolitischen Spannungen und dem Frieden von Tilsit (1807).[3][9]

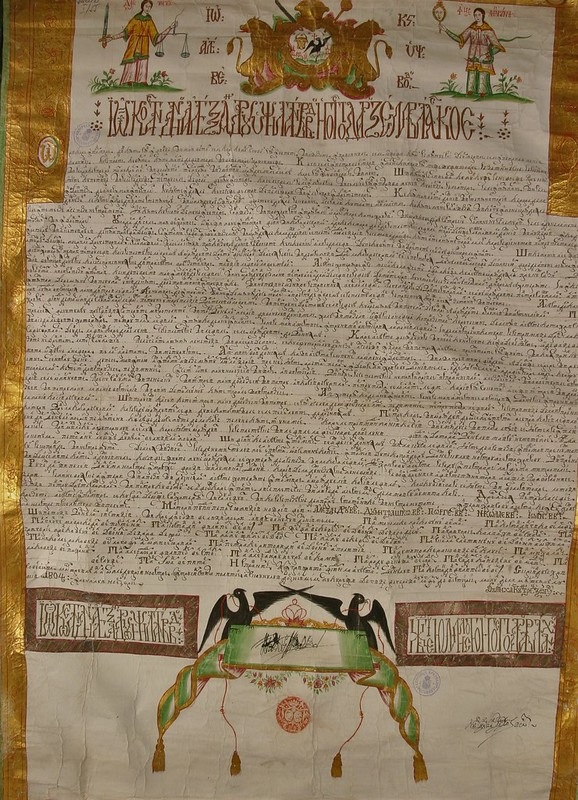
Charta des Fürsten Konstantin Ypsilantis, in der festgelegt wird, dass die Gehälter der Hofbeamten vom Staat gezahlt werden (1804)

### Absetzung und Wiederernennung
Konstantins Herrschaft endete abrupt am 24. August 1806, als der Sultan auf Druck des französischen Botschafters Horace-François Sébastiani seine Absetzung anordnete. Sébastiani hatte Konstantin eine ausgeprägte prorussische Haltung vorgeworfen. Ein osmanischer Beamter überbrachte den widerrufenden Ferman nach Bukarest, der gleichzeitig Konstantins Enthauptung verfügte.
Auf russischen Druck hin wurde er jedoch bereits im Oktober desselben Jahres wieder in sein Amt eingesetzt. In dieser Zeit vereinte er kurzzeitig Moldau und die Walachei, was zuvor nur Mihai Viteazul gelungen war. Nach der Entdeckung seiner Unabhängigkeitsbestrebungen floh Konstantin im November 1806 nach Sankt Petersburg.

### Russisch-Türkischer Krieg und Exil
Im Zuge des Russisch-Türkischen Krieges (1806–1812) marschierte Russland im November 1806 in das Osmanische Reich ein, wodurch Konstantin zusammen mit einer russischen Armee von 23.000 Mann nach Bukarest zurückkehrte. Dort stellte er ein „griechisches Freiheitscorps“ für die Unabhängigkeitserlangung des vom Osmanischen Reiches besetzten Griechenlands auf. Zu dieser Zeit koordinierte er weiterhin die Verwaltung der nun von Russland besetzten Fürstentümer und unterhielt auch Kontakte zu Akteuren der Serbischen Revolution. Die russischen Truppen unterhielt er zudem mit eigenen Einheiten.
Die Pläne Konstantins für ein unabhängiges Dazien scheiterten schließlich aufgrund mehrerer Faktoren: der Uneinigkeit zwischen russischen Generälen sowie lokalen Bojaren, der neuen „Orientpolitik Russlands“ sowie des Friedens von Tilsit. Am 28. August 1807 musste Konstantin endgültig abdanken. Daraufhin reiste er zuerst nach Sankt Petersburg, dann 1810 nach Kiew ins russische Exil, wo er starb. Einem Hinweis nach starb er (womöglich 1810) aufgrund eines schweren Schlaganfalls.
Schließlich wurde Alexander Soutzos als sein Nachfolger in den Donaufürstentümern ernannt.

## Nachwirken
Sein politisches Erbe lebte in seinen fünf Söhnen fort, insbesondere durch Alexander und Dimitrios Ypsilantis, die während der Griechischen Revolution von 1821 führende Rollen einnahmen.
Neben seinen politischen und militärischen Aktivitäten komponierte Konstantin auch musikalische Werke, von denen der Großteil bis heute unveröffentlicht blieb.

## Ehrung

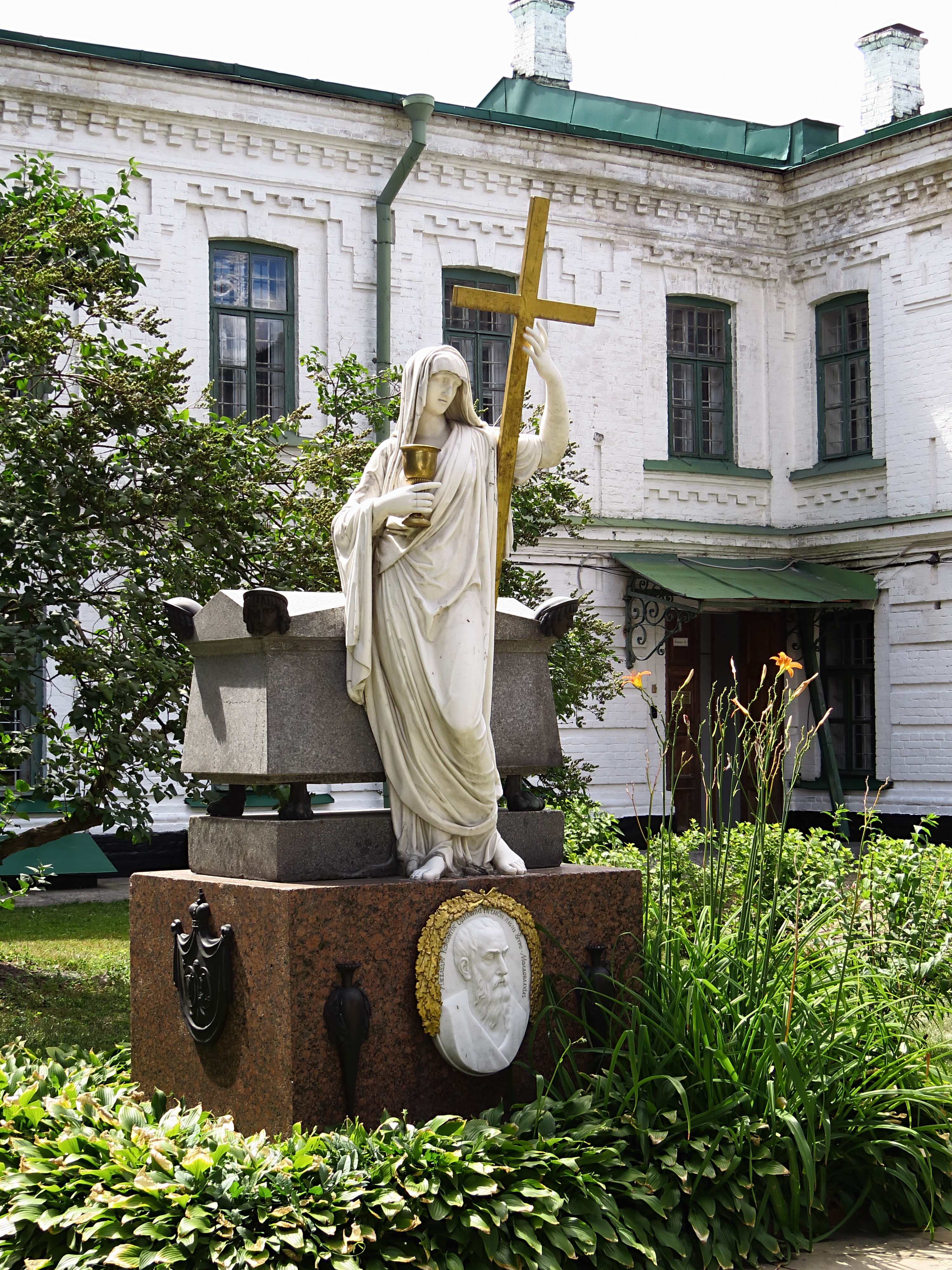
Das Grab von Konstantin Ypsilantis beim Kiewer Höhlenkloster

Zar Alexander I. würdigte Konstantins Dienste mit der Überlassung eines Stadthauses in Kiew, wo dieser bis zu seinem Tod 1816 unter strenger Überwachung lebte.
In Kiew erinnern heute zwei Denkmäler, sein Grabmal und das ehemalige Wohnhaus an Konstantin. Das historische Gebäude, das bis in die 2010er Jahre als kleines Museum diente, befindet sich heute im Besitz der ukrainischen Regierung.